# Hubbardia
Hubbardia là một chi thực vật có hoa trong họ Hòa thảo (Poaceae).

## Loài
Chi Hubbardia gồm các loài: